# Ry Kommune
Ry Kommune i Århus Amt blev dannet ved kommunalreformen i 1970. Ved strukturreformen i 2007 blev den indlemmet i Skanderborg Kommune sammen med Galten Kommune og Hørning Kommune.

## Tidligere kommuner
Allerede inden kommunalreformen foretog 3 sognekommuner en frivillig kommunesammenlægning omkring Ry:
| Kommune         | Folketal september 1965 | Byer        |
| --------------- | ----------------------- | ----------- |
| Alling-Tulstrup | 947                     | Javngyde    |
| Dover           | 3.485                   | Alken og Ry |
| Rye             | 1.231                   | Gammel Rye  |
| I alt           | 5.663                   |             |

Ved selve kommunalreformen blev endnu en sognekommune føjet til Ry Kommune:
| Kommune | Folketal 1. januar 1970 | Byer  |
| ------- | ----------------------- | ----- |
| Ry      | 5.931                   |       |
| Låsby   | 1.468                   | Låsby |
| I alt   | 7.399                   |       |

## Sogne
Ry Kommune bestod af følgende sogne:
- Alling Sogn (Gjern Herred)
- Dover Sogn (Hjelmslev Herred)
- Gammel Rye Sogn (Tyrsting Herred)
- Låsby Sogn (Gjern Herred)
- Ry Sogn (Hjelmslev Herred)
- Tulstrup Sogn (Gjern Herred)

## Borgmestre[4]
| Navn            | Parti             | Periode   |
| --------------- | ----------------- | --------- |
| Jørgen Nielsen  | Venstre           | 1970-1982 |
| Ejnar Gadegaard | Venstre           | 1982-1990 |
| Ib Madsen       | Socialdemokratiet | 1990-2002 |
| Jonna Grønver   | Venstre           | 2002-2006 |

## Rådhus
Ry Kommunes rådhus på Knudsvej 34 blev opført i 1968. I 2017 blev det revet ned for at give plads til et nyt plejehjem.